# 順佩爾克

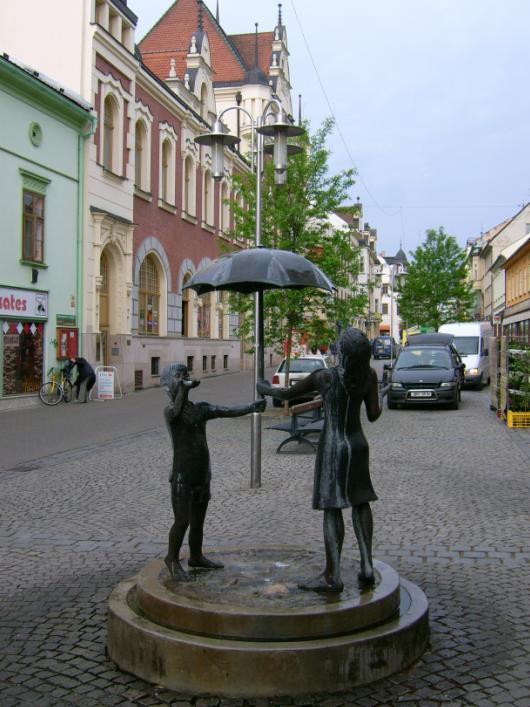

順佩爾克（Šumperk）是捷克的城鎮，位於該國東北部，由奧洛穆克州負責管轄，始建於1269年，面積27.91平方公里，海拔高度315米，2007年人口28,069。布拉格之春期間，波蘭在1968年8月21日佔領順佩爾克。

## 友好城市
- 德国巴特黑斯费尔德
- 荷蘭馬爾森
- 波蘭尼斯
- 斯洛伐克普列維扎
- 芬兰瓦萨
- 奥地利埃布賴希斯多夫
- 捷克米庫洛夫
- 白俄羅斯波洛茨克

## 外部連結
- Official website （捷克文）
- Informational Center of region Šumperk (multilingual) （页面存档备份，存于）
- Culture, news and information from the region Šumperk （页面存档备份，存于） （捷克文）
- Accommodation in pension, Recreational cottage   （页面存档备份，存于）